# Rząd Georgiego Bliznaszkiego
Rząd Georgiego Bliznaszkiego – 93. rząd w historii Bułgarii funkcjonujący od 6 sierpnia 2014 do 7 listopada 2014.
Masowe protesty po wyborach parlamentarnych w 2013 doprowadziły do upadku socjalistycznego rządu Płamena Oreszarskiego i rozpisania przedterminowych wyborów na 5 października 2014. 6 sierpnia 2014 nowym premierem został Georgi Bliznaszki, któremu prezydent Rosen Plewneliew powierzył kierowanie nowym technicznym gabinetem. Rząd funkcjonował do 7 listopada 2014, gdy w nowo wybrany parlamencie większościową koalicję sformował Bojko Borisow.

## Skład rządu
- premier: Georgi Bliznaszki[3]
- wicepremier, minister rozwoju regionalnego i robót publicznych: Ekaterina Zachariewa
- wicepremier, minister pracy i polityki społecznej: Jordan Christoskow
- wicepremier, minister sprawiedliwości: Christo Iwanow
- wicepremier ds. funduszy europejskich: Ilijana Canowa
- minister gospodarki i energetyki: Wasił Sztonow
- minister zdrowia: Mirosław Nenkow
- minister spraw wewnętrznych: Jordan Bakałow
- minister finansów: Rumen Porożanow
- minister transportu, technologii informacyjnych i komunikacji: Nikolina Angełkowa
- minister edukacji i nauki: Rumjana Kołarowa
- minister obrony: Welizar Szałamanow
- minister spraw zagranicznych: Danieł Mitow
- minister kultury: Martin Iwanow
- minister młodzieży i sportu: Ewgenija Radanowa
- minister rolnictwa i żywności: Wasił Grudew
- minister ochrony środowiska i zasobów wodnych: Swetłana Żekowa
- minister bez teki ds. organizacji wyborów: Krasimira Medarowa (od 8 do 10 sierpnia 2014[4])